# 北海道道453号西野白石線

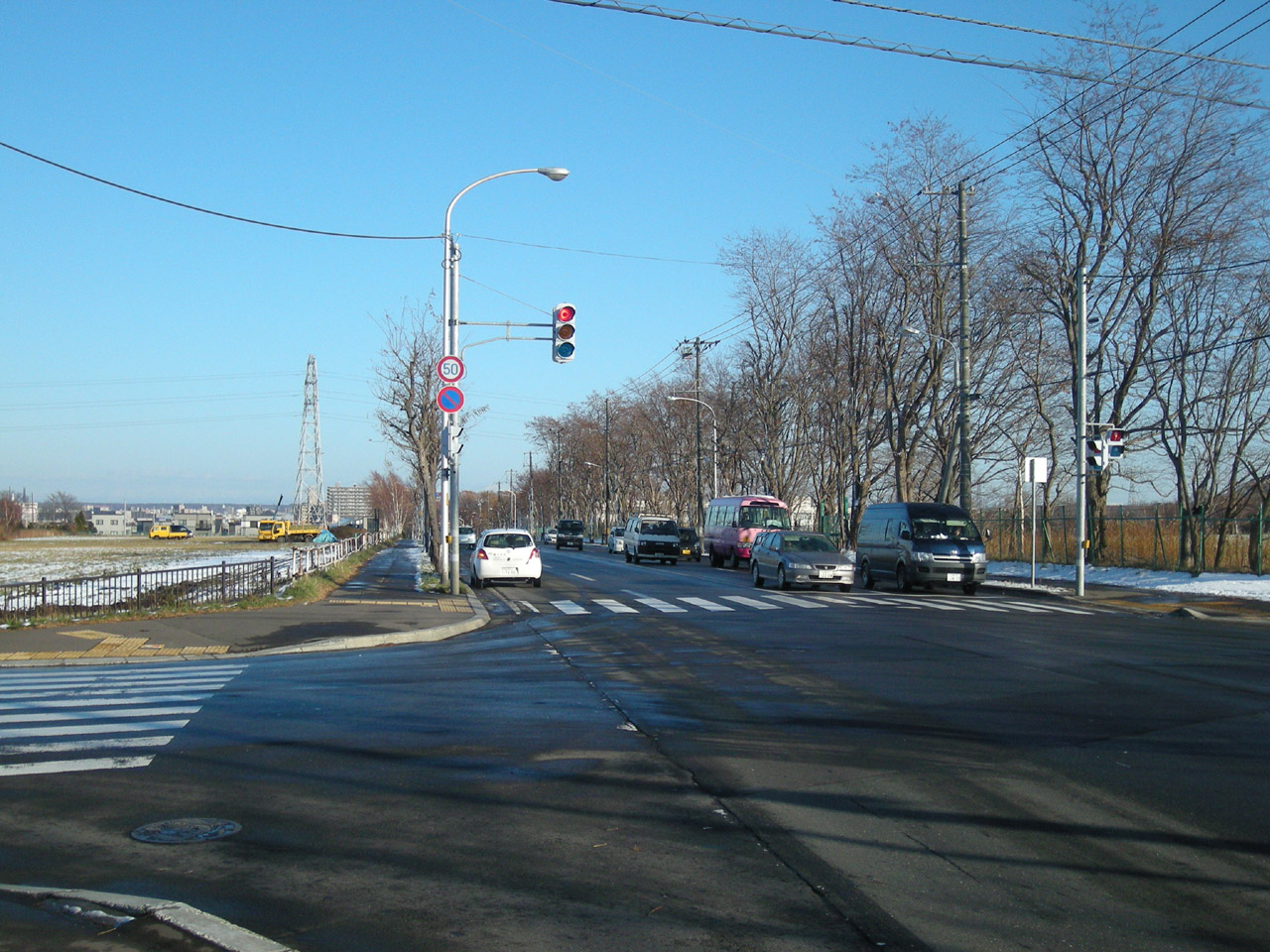
白石藻岩通

北海道道453号西野白石線（ほっかいどうどう453ごう にしのしろいしせん）は、北海道札幌市西区と白石区を結ぶ一般道道（北海道道）である。全線が札幌市管理路線。

## 概要

### 路線データ
- 起点：北海道札幌市西区西町南21丁目（北海道道124号宮の沢北一条線交点）
- 終点：北海道札幌市白石区本通13丁目南（国道12号交点）
- 路線延長：13.1 km（総延長）

都市計画道路として
当路線のうち、以下の区間は札幌圏都市計画道路として都市計画決定されている。
- 札幌市西区西町南21丁目 - 西区西野2条9丁目 ： 西野屯田通
- 札幌市西区西野2条9丁目 - 中央区北5条西25丁目 ： 山の手通
- 札幌市中央区北4条西24丁目 - 中央区南7条西24丁目 ： 西25丁目通
- 札幌市中央区南8条西24丁目 - 中央区南19条西16丁目 ： 環状通
- 札幌市中央区南19条西15丁目 - 札幌市白石区本通13丁目南 ： 白石藻岩通

## 歴史
- 豊平区平岸4条14丁目の札幌市営地下鉄南北線南平岸駅高架下から平岸6条13丁目付近までは、1911年（明治44年）に平岸と月寒を結ぶ道路として陸軍第7師団歩兵第25連隊と地域住民によって建設されたアンパン道路の一部である[1]。
- 1959年（昭和34年）に今崎家で所有していた土地を旧豊平町に寄付し、中の島2条7丁目 - 平岸通間に建設した道路は、今崎道路と呼ばれ、後年、アンパン道路と接続した。

- 1963年（昭和38年）10月23日 西野月寒線として路線認定[2]。
- 1968年（昭和43年）5月20日 路線名を西野白石線に変更[3]。

## 路線状況

### 重複区間
- 札幌市西区西町南21丁目 - 西区西野2条2丁目（北海道道82号西野真駒内清田線）
- 札幌市中央区北5条西24丁目 - 中央区北1条西24丁目（北海道道124号宮の沢北一条線）
- 札幌市中央区南8条西24丁目 - 中央区南19条西16丁目（札幌市道9902号南19条宮の沢線）

### 道路施設
主な橋梁
- 南二十二条大橋（豊平川）＝南22条西6丁目 - 中の島1条6丁目

## 地理
起点から南西に進んだ後南東に向かい、山の手通となって西区西野、山の手、中央区宮の森を抜け道道124号交点まで進む。右折して西25丁目通を南下し環状通に合流する。道道89号交点から終点までは白石藻岩通となる。南21条西14丁目付近から南21条西7丁目付近まで、路面上を札幌市電が走る。南二十二条大橋で豊平川を渡り、豊平区中の島、平岸、西岡、月寒を経て白石区に入り、栄通、南郷通を横断して終点に至る。

### 通過する自治体
- 石狩振興局
  - 札幌市（西区 - 中央区 - 豊平区 - 白石区）

### 交差する道路
札幌市西区
- 北海道道124号宮の沢北一条線 - 西町南21丁目
- 北海道道82号西野真駒内清田線 - 西町南21丁目、西野2条2丁目（重複）

札幌市中央区
- 北海道道89号札幌環状線 - 宮の森4条6丁目
- 北海道道124号宮の沢北一条線 - 北5条西24丁目、北1条西24丁目（重複）
- 札幌市道9902号南19条宮の沢線（環状通） - 南8条西24丁目、南19条西16丁目（重複）
- 札幌市道9901号旭山公園米里線 - 南8条西24丁目
- 北海道道89号札幌環状線 - 南19条西16丁目
- 国道230号 - 南21条西11丁目
- 札幌市道9900号真駒内篠路線＝南21条西5丁目

札幌市豊平区
- 国道453号 - 平岸2条13丁目
- 札幌市道9903号羊ヶ丘線 - 平岸6条13丁目
- 国道36号 - 月寒中央通10丁目

札幌市白石区
- 北海道道1148号札幌恵庭自転車道線 - 栄通13丁目（立体交差）
- 北海道道3号札幌夕張線 - 南郷通13丁目南
- 国道12号 - 本通13丁目南

### 沿線にある施設など
札幌市西区
- ローソン札幌西野1条 - 西野1条9丁目16-14
- 宮丘公園 - 西野
- 札幌西野中郵便局 - 西野3条7丁目1-42
- ローソン札幌西野2条七丁目店 - 西野2条7丁目2-7
- 札幌西警察署 - 西野2条5丁目3-60
- コープさっぽろにしの店 - 西野3条3丁目2-5
- 札幌市立山の手小学校 - 山の手5条6丁目1-1
- 国立病院機構北海道医療センター - 山の手5条7丁目1-1
- 北海道医療センター附属札幌看護学校 - 山の手4条6丁目
- 札幌山の手郵便局 - 山の手3条7丁目1-37
- セイコーマート山の手１条店 - 山の手1条7丁目4-26

札幌市中央区
- 札幌市立宮の森小学校 - 宮の森4条6丁目
- 北海道森林管理局 - 宮の森3条7丁目70
- 北海道銀行宮の森パーソナル支店 - 宮の森3条6丁目5-1
- ファミリーマート札幌宮の森3条店 - 宮の森3条6丁目2-8
- ローソン札幌北5条西二十八丁目店 - 北5条西28丁目1-5
- 札幌市営地下鉄東西線西28丁目駅 - 北5条西27丁目
- 北洋銀行宮の森支店 - 北5条西27丁目1-7
- 北海道札幌方面西警察署円山交番 - 北2条西24丁目1-15
- 北海道銀行中央区鳥居前支店 - 北1条西24丁目2-11
- 札幌市立円山小学校 - 北1条西25丁目1-8
- 札幌市営地下鉄東西線円山公園駅 - 大通西25丁目
- セイコーマート旭ヶ丘店 - 南7条西24丁目2-12
- 札幌西警察署南円山交番 - 南9条西22丁目1-5
- 北海道銀行中央区旭ケ丘支店 - 南11条西22丁目1-5
- セブン-イレブン中央区札幌啓明店 - 南14条西19丁目2-1
- 札幌南警察署伏見交番 - 南15条西18丁目2-26
- セブン-イレブン南21西14丁目店 - 南21条西14丁目3-20
- 札幌市電電車事業所前停留場 - 南21条西14丁目
- 札幌市中央図書館 - 南22条西13丁目1-1
- 札幌市電中央図書館前停留場 - 南22条西13丁目
- 北海道銀行中央区山鼻支店 - 南22条西12丁目1-1
- 札幌南二十一条郵便局 - 南21条西12丁目3-7
- 札幌市電石山通停留場 - 南22条西11丁目
- 札幌市電東屯田通停留場 - 南22条西9丁目
- 札幌市立柏中学校 - 南21条西5丁目1-2

札幌市豊平区
- セブン-イレブン札幌中の島1条7丁目店 - 中の島1条7丁目2番1号
- 北海道科学大学高等学校 - 中の島2条6丁目2-3
- 北海道自動車学校 - 中の島2条6丁目2-4
- 豊平警察署南平岸交番 - 平岸3条13丁目
- 札幌市営地下鉄南北線南平岸駅 - 平岸4条13丁目
- ローソン南平岸駅前店 - 平岸4条13丁目14
- 札幌市平岸プール - 平岸5条14丁目1-1
- ローソン札幌平岸8条十三丁目店 - 平岸8条13丁目1-33
- ファミリーマート西岡3条店 - 西岡3条1丁目4-1
- 札幌中央信用組合西岡支店 - 西岡4条1丁目1-1
- セイコーマート西岡店 - 月寒西2条10丁目2-30
- 札幌月寒中央通郵便局 - 月寒中央通11丁目1-5
- セブン-イレブン月寒2条店 - 月寒東2条11丁目1-22
- 札幌東自動車学校 - 月寒東2条10丁目4-27
- 札幌市立月寒東小学校 - 月寒東3条10丁目1-1
- 札幌市立あやめ野中学校 - 月寒東3条11丁目15-1

札幌市白石区
- 白石南郷郵便局 - 南郷通14丁目南2-1
- 札幌市営地下鉄東西線南郷13丁目駅 - 南郷通13丁目南
- ローソン札幌本郷通十三丁目店 - 本郷通13丁目南5‐22